# Équipe d'Algérie de football en 1990
L'équipe d'Algérie de football participe à la Coupe d'Afrique des nations 1990 qui se déroule en Algérie. L'équipe nationale est entraînée par Abdelhamid Kermali.

## Les matchs
| Date             | Stade, Ville, Pays                             | Adversaire    | Score | Comp | Buteurs algériens                              |
| 12 janvier 1990  | Stade Jean Bouin au Blanc-Mesnil Paris, France | Mali          | 5 - 0 | A    | Rahim 8e 36e 42e, Bouiche 38e, Saib 89e        |
| 14 janvier 1990  | Stade Bauer Paris, France                      | Cameroun      | 3 - 1 | A    | Amani                                          |
| 4 février 1990   | stade du 5-Juillet-1962 Alger, Algérie         | Roumanie      | 0 - 0 | A    |                                                |
| 2 mars 1990      | stade du 5-Juillet-1962 Alger, Algérie         | Nigeria       | 5 - 1 | CAN  | Madjer 36e 58e, Menad 69e 72e, Amani 88e       |
| 5 mars 1990      | stade du 5-Juillet-1962 Alger, Algérie         | Côte d'Ivoire | 3 - 0 | CAN  | Menad 23e, Cherif El-Ouazzani 81e, Oudjani 82e |
| 8 mars 1990      | stade du 5-Juillet-1962 Alger, Algérie         | Égypte        | 2 - 0 | CAN  | Amani 39e, Saïb 43e                            |
| 12 mars 1990     | stade du 5-Juillet-1962 Alger, Algérie         | Sénégal       | 2 - 1 | CAN  | Menad 4e, Amani 62e                            |
| 12 mars 1990     | stade du 5-Juillet-1962 Alger, Algérie         | Nigeria       | 1 - 0 | CAN  | Oudjani 38e                                    |
| 11 avril 1990    | stade du 5-Juillet-1962 Alger, Algérie         | Suède         | 1 - 1 | A    | Serrar 14e (pen.)                              |
| 17 décembre 1990 | Stade du 17 juin Constantine, Algérie          | Sénégal       | 1 - 0 | A    | Haraoui 60e                                    |

## Coupe d'Afrique des nations de football 1990
La Coupe d'Afrique des nations de football 1990 démarre le 2 mars 1990 en Algérie.

## Phase finale
La Coupe d'Afrique des nations de football 1990 a lieu en Algérie du 2 mars au 16 mars 1990. C'est le pays-hôte qui remporte la compétition pour la première fois de son histoire, face au Nigeria.

### 1ertour

#### Groupe A
| 2 mars 1990 | Algérie                                    | 5 – 1 | Nigeria    | Stade 5 Juillet 1962, Alger                    |                                                |
|             | Madjer 36e 58e · Menad 69e 72e · Amani 88e |       | 82e Okocha | Spectateurs : 65 000 Arbitrage : Shizuo Takada | Spectateurs : 65 000 Arbitrage : Shizuo Takada |
|             | Rapport                                    |       |            | Spectateurs : 65 000 Arbitrage : Shizuo Takada | Spectateurs : 65 000 Arbitrage : Shizuo Takada |

| 5 mars 1990 | Algérie                                          | 3 – 0 | Côte d'Ivoire | Stade 5 Juillet 1962, Alger                   |                                               |
|             | Menad 23e · Chérif El-Ouazzani 81e · Oudjani 82e |       |               | Spectateurs : 75 000 Arbitrage : Idrissa Sarr | Spectateurs : 75 000 Arbitrage : Idrissa Sarr |
|             | Rapport                                          |       |               | Spectateurs : 75 000 Arbitrage : Idrissa Sarr | Spectateurs : 75 000 Arbitrage : Idrissa Sarr |

| 8 mars 1990 | Algérie              | 2 – 0 | Égypte | Stade 5 Juillet 1962, Alger                         |                                                     |
|             | Amani 39e · Saïb 43e |       |        | Spectateurs : 85 000 Arbitrage : Eganaden Cadressen | Spectateurs : 85 000 Arbitrage : Eganaden Cadressen |
|             | Rapport              |       |        | Spectateurs : 85 000 Arbitrage : Eganaden Cadressen | Spectateurs : 85 000 Arbitrage : Eganaden Cadressen |

| Place | Club          | Pts | J | V | N | D | Buts + | Buts - | Diff. |
| 1er   | Algérie       | 9   | 3 | 3 | 0 | 0 | 10     | 1      | +9    |
| 2e    | Nigeria       | 6   | 3 | 2 | 0 | 1 | 3      | 5      | -2    |
| 3e    | Côte d'Ivoire | 3   | 3 | 1 | 0 | 2 | 3      | 5      | -2    |
| 4e    | Égypte        | 0   | 3 | 0 | 0 | 3 | 1      | 6      | -5    |

### Demi-finale
| 12 mars 1990 | Algérie              | 2 – 1 | Sénégal          | Stade 5 Juillet 1962, Alger                    |                                                |
|              | Menad 4e · Amani 62e |       | 20e (csc) Serrar | Spectateurs : 65 000 Arbitrage : Shizuo Takada | Spectateurs : 65 000 Arbitrage : Shizuo Takada |
|              | Rapport              |       |                  | Spectateurs : 65 000 Arbitrage : Shizuo Takada | Spectateurs : 65 000 Arbitrage : Shizuo Takada |

### Finale
| 16 mars 1990 | Algérie     | 1 - 0   | Nigeria | Stade du 5-Juillet-1962, Alger                                         |                                                                        |
| 16 h 00      | 38e Oudjani | (1 - 0) |         | Spectateurs : 114 000 Diffuseur : EPTV Arbitrage : Jean-Fidèle Diramba | Spectateurs : 114 000 Diffuseur : EPTV Arbitrage : Jean-Fidèle Diramba |
| 16 h 00      | Rapport     |         |         | Spectateurs : 114 000 Diffuseur : EPTV Arbitrage : Jean-Fidèle Diramba | Spectateurs : 114 000 Diffuseur : EPTV Arbitrage : Jean-Fidèle Diramba |

| Algérie | Nigeria |

| Algérie            |    |                           |     |     |
| Gardien de but     | 22 | Antar Osmani              |     |     |
|                    | 5  | Messaoud Aït Abderrahmane |     |     |
|                    | 4  | Ali Benhalima             |     |     |
|                    | 20 | Fodil Megharia            |     |     |
|                    | 15 | Abdelhakim Serrar         |     |     |
|                    | 14 | Tahar Chérif El-Ouazzani  |     | 85e |
|                    | 8  | Djamel Amani              | 62e |     |
|                    | 18 | Moussa Saïb               |     |     |
|                    | 11 | Rabah Madjer              |     |     |
|                    | 10 | Chérif Oudjani            |     | 90e |
|                    | 9  | Djamel Menad              |     |     |
| Remplaçants :      |    |                           |     |     |
|                    | 16 | Kamel Kadri               |     |     |
|                    | 19 | Tarek Lazizi              |     |     |
|                    | 6  | Mahieddine Meftah         |     | 85e |
|                    | 12 | Nacer Bouiche             |     |     |
|                    | 17 | Mohamed Rahem             |     | 90e |
| Entraîneur :       |    |                           |     |     |
| Abdelhamid Kermali |    |                           |     |     |

| Nigeria           |    |                  |     |     |
|                   |    |                  |     |     |
| Gardien de but    | 1  | Alloysius Agu    |     |     |
|                   | 4  | Uche Okechukwu   |     |     |
|                   | 19 | Isaac Semitoje   |     |     |
|                   | 13 | Herbert Anijekwu |     |     |
|                   | 3  | Andrew Uwe       |     | 13e |
|                   | 8  | Moses Kpakor     |     |     |
|                   | 6  | Thompson Oliha   | 31e |     |
|                   | 10 | Emmanuel Okocha  |     |     |
|                   | 7  | Ayodele Ogunlana |     | 69e |
|                   | 9  | Rashidi Yekini   |     |     |
|                   | 17 | Friday Elahor    | 44e |     |
| Remplaçants :     |    |                  |     |     |
|                   | 18 | Christian Obi    |     |     |
|                   | 2  | Aminu Abdul      |     | 13e |
|                   | 11 | Ademola Adeshina |     |     |
|                   | 20 | Baldwin Bazuaye  |     |     |
|                   | 14 | Daniel Amokachi  |     | 69e |
| Sélectionneur :   |    |                  |     |     |
| Clemens Westerhof |    |                  |     |     |

| Assistants : Abdelali Naciri Idrissa Sarr |

Légende: A : Match amical  / CAN : Coupe d'Afrique des nations de football 1990

### Bilan
| Rang | Équipe  | Pts | J | G | N | P | Bp | Bc | Diff |
| ---- | ------- | --- | - | - | - | - | -- | -- | ---- |
| #    | Algérie | 23  | 9 | 7 | 2 | 0 | 20 | 3  | +17  |

## Match disputé
| Entraîneur :       |
| Abdelhamid Kermali |

| Entraîneur : |
| Emeric Jenei |

| Entraîneur :       |
| Abdelhamid Kermali |

| Entraîneur : |
| Emeric Jenei |

| Entraîneur :       |
| Abdelhamid Kermali |

| Entraîneur : |
| Olle Nordin  |

| Entraîneur :       |
| Abdelhamid Kermali |

| Entraîneur : |
| Olle Nordin  |